# 回到戀愛終結時
《回到戀愛終結時》，是一部日本愛情電影。由池松壮亮和伊藤沙莉雙主演，松居大悟執導。故事講述一名因受傷放棄夢想的男舞蹈員和一名女出租車司機之間6年的愛情故事。

## 演員
照生
演 - 池松壮亮
因受傷放棄夢想的男舞蹈員
葉
演 - 伊藤沙莉
出租車司機
小月
演 - 大關玲香
葉最好的朋友
康太
演 - 屋敷裕政

照生的舞伴
演 - 廣瀨俊樹
文雄
演 - 成田凌
“鱸魚”酒吧的常客
牧田
演 - 市川實和子
照生的前輩、負責燈光
俊的妻子
演 - 神野三鈴
納格拉
演 - 鈴木慶一
出租車司機
中井戸
演 - 國村隼（友情出演）
“鱸魚”酒吧的主人
俊
演 - 永瀬正敏
一個男人在公園裡等他的妻子
出租車乘客
演 - 安齐歌恋、郭智博、高岡早紀、細井鼓太
3個醉漢
演 - 渉川清彦、松浦祐也、山崎将平
音樂家人
演 - 尾崎世界観
泉美
演 - 河合優實
田邊
演 - 篠原篤
“鱸魚”酒吧的顧客
演 - 菅田俊

## 製作人員
- 導演/劇本：松居大悟
- 主題曲：CreepHyp（日语：クリープハイプ）「星球之夜」（環球音樂）[4]
- 製作：太田和宏
- 製作人：和田大輔、沢村敏
- 攝影：塩谷大樹
- 燈光：藤井勇
- 錄音：竹内久史
- 美術：相馬直樹
- 装飾：中村三五
- 髮型：酒井夢月
- 造型師：神田百実
- 編舞：都川真由
- 編輯：瀧田隆一
- 音效：松浦大樹
- 廣告製作人：筒井史子（FINOR）
- 標題/宣傳設計：大島依提亜
- 副導演：相良健一
- 發行：東京劇場公司（日语：東京テアトル）
- 宣傳：FINOR

## 外部連結
- （日語）電影官方網站 （页面存档备份，存于）
- 映画『ちょっと思い出しただけ』公式的X（前Twitter）
- 映画『ちょっと思い出しただけ』公式的Instagram帳戶
- 豆瓣电影上《回到戀愛終結時》的資料 （简体中文）
- 互联网电影数据库（IMDb）上《回到戀愛終結時》的资料（英文）